# 天誅〜闇の仕置人〜
『天誅〜闇の仕置人〜』（てんちゅう やみのしおきにん）は、2014年1月24日より3月14日まで毎週金曜日19:57 - 20:54（JST）に、フジテレビ系列の「金曜ドラマ」枠で放送されていた日本のテレビドラマ。戦国時代から現代にタイムスリップした女忍者とその仲間たちが、現代にはびこる悪に敢然と立ち向かい活躍する姿を描くアクションドラマで、小野ゆり子の連続ドラマ初主演作である。

## 出演者

### 仕置人メンバー
サナ
演 - 小野ゆり子
戦国時代で契約主の元、あらゆる任務を遂行する女忍者だったが、任務中の爆発に巻き込まれた事が原因で現代にタイムスリップする。正子と出会い、主従関係の契約を交わす。彼女の「天誅！」という命に対し「承知」と応え、世にはびこる悪人を成敗する。驚異的な戦闘力を持ち、背中に大きな×印の傷を負っている。嗅覚に優れ血の臭いには敏感。
寡黙で意思表示をすることが少ないが、400年前には存在しない現代の常識は全く知らず、度々世間とずれた行動を取る。天誅を下す際には黒いフードを身に纏うため、巷では「フードマン」という通り名で呼ばれるようになる。
出陣の前には握り飯を一つ食べ、正義を問われた際に「正義など私には、無い。握り飯一つ分の仕事をする。ただ、それだけ。」と口上を述べる。天誅を加える悪人の額にくないで×印を刻む。
後に、本当の名前がセンであることを正子に告白した。
村田 正子（むらた まさこ）
演 - 泉ピン子
村田家の姑。通り魔事件でサナと出会い、行き倒れていた彼女を助け、身の回りの世話をする。その後、サナと主従関係の契約を交わす。
自身が悪人の成敗に赴くことはないが、依頼人や被害者のケアや何か問題があった場合の説教や対処は彼女の役目。
松田 竜次（まつだ りゅうじ）
演 - 京本政樹
古武術松田流「竜冥館」館長。街の主婦たちに古武術を応用した介護方法を教える。正子やミツ子も生徒として学び、正子たちからは「先生」と呼ばれる。
第2話から加わる。自身の戦闘能力も相当高く、サナの身の振る舞いなどからその素性をいち早く見抜くなど、洞察力も鋭い。長いマフラーを武器として用いることもある。
恋人の久遠聡子を自殺で失った過去を持つ。
八巻 辰（やまき たつ）
演 - 柳沢慎吾
宅配弁当「まごころエプロン」配達員。明るく気さくな性格。初犯は18歳で傷害事件を起こし、逮捕された。その後空き巣専門の窃盗犯になり、何度か刑務所に服役していた。通り名は「ハチ巻」。
第3話から加わる。格闘術の心得は無いが、元空き巣の経験を生かしたピッキングや潜入捜査などの情報収集、現場では機械を用いた攻撃やかく乱を得意とする。仲間には相談せず、勝手に「ヘルプ天使〜トラブル解決します」という「闇の仕置人」のホームページを立ち上げる。
時には、柳沢本人の持ちネタやおなじみのフレーズを披露することもある。
東条 ミツ子（とうじょう みつこ）
演 - 三ツ矢雄二
スナック「天守閣」のおネエ系ママ。本名は東条一。
かつては「男性」としてサラリーマンになり、女性と結婚し、息子を儲け暮らしていたが、家族におネエがばれ家庭崩壊した過去がある。息子の慎司はミツ子の母・信子と二人で暮らしていたが、振り込め詐欺グループに入ってしまい、グループを抜けさせようと直談判したが聞き入れてもらえなかった。正子とサナの協力で、振り込め詐欺グループに天誅を加えることができ、息子との絆を取り戻した。
第2話から加わる。辰同様に格闘術の心得は無いが、主に情報収集などを担当し、特技の声色と変装を用いた演技による騙しを得意とする。記憶力に優れており一度見たものは絶対に忘れない。

### 村田家
村田 ゆかり
演 - 南乃彩希（二役）（幼少期：平澤宏々路）
正子の娘。24年前の1990年に起きた「連続少女失踪事件」の被害者で、行方不明になっている。ユウとは瓜二つ。
ユウ
演 - 南乃彩希
サナの妹。戦闘中の爆発に巻き込まれてから消息が分からない。
村田 丈朗（むらた たけろう）
演 - 乃木涼介
ゆかりの兄。母・正子とは同じ敷地内で暮らしているが、息子家族は母屋に、母は新築した離れに住居を構えている。
村田 恭子（むらた きょうこ）
演 - 白石美帆
丈朗の妻。娘の加奈子は溺愛しているが、正子とは折り合いが悪く対立している。彼女が連れ込んだサナのことも毛嫌いしている。帰る実家がない境遇。
村田 加奈子
演 - 葵わかな
正子の孫娘。過去にいじめを受けていた経験があり、腕にはリストカットの痕がある。5年前の事故で右足を負傷、その後遺症で歩行が不自由になる。サナとは自然に仲良くなる。

### その他
首藤 重吉（しゅどう じゅうきち）
演 - 嶋田久作
警視庁城西警察署刑事課刑事。定年間近。天誅を下すフードマンを逮捕するために動き出す。ゆかりが失踪した事件の担当刑事でもあった。かつては熱血刑事だったが、「連続少女失踪事件」で、当時官房長官だった滝崎勲（哲彦の父親）の圧力により捜査打ち切られたこをきっかけにやる気を失ったが、一之瀬の一言が心に響き自分を取り戻した。その後刑事を辞め仕置人に協力すると共に当時の情報を提供した。
一之瀬 大和（いちのせ やまと）
演 - 竹財輝之助
刑事で、首藤の部下。性格や振る舞いは優男風だが、サナを取り押さえるほど体術に秀でている。
左右田 リオ
演 - 川辺優紀子
スナック「天守閣」のホステス。仕置人のことは知らないため、ミツ子に無茶な頼み事をされては度々追い出されている。
菅井 知世子
演 - 茅島成美
正子の友人。善灯寺DVシェルター運営者。
三平 弥生（みひら やよい）
演 - 鷲尾真知子
正子の友人。夜間の警備勤務の息子が居る。

### ゲスト
複数話・単話登場の場合は演者名の横の括弧（）内に表記。☆印は被害者。×印はサナに成敗された人物。▲は成敗された人物と共謀し社会的制裁を受けた人物。

#### 第1話
- 永瀬 真由美（直樹の妻・DV被害者）☆ - 真飛聖
- 永瀬 直樹（真由美の夫・DV加害者）× - 丸山智己
- 長谷部 隆文（庶民助けます党議員） - 志垣太郎

#### 第2話
- 東条 慎司（ミツ子の息子・振り込め詐欺受け子）☆ - 森永悠希（少年期：佐藤瑠生亮）
- 東条 信子（ミツ子の母・慎司の祖母） - 佐々木すみ江
- 馬場 零治（振り込め詐欺リーダー格）× - 阿部亮平
- 三平 太（弥生の息子・警備員） - 辰巳智秋
- その他 - 水津亜子 (着物で通りかかるホステス）

#### 第3話
- 谷原 綾音（看護師） - 西原亜希
- 睦橋 涼（綾音の同棲相手・ネグレクト加害者[注 11]）× - 陳内将
- 谷原 麻衣（綾音の娘）☆ - 須田琥珀（最終話）
- 坂本（まごころエプロン店長） - 佐伯新

#### 第4話
- 秋葉 剛（少女売春組織元締）× - 加藤虎ノ介
- 池内 芹菜（加奈子のクラスメイト） - 森迫永依
- 加藤 ミサ（加奈子のクラスメイト）▲ - 山谷花純
- その他 - なちゅ（洋服店の店員）

#### 第5話
- 野澤 雪乃（ロイヤルパフュームガーデン介護士）☆ - 吉井怜
- 桜井 慶介（ロイヤルパフュームガーデン理事長）× - 合田雅吏
- 鮫島（ロイヤルパフュームガーデン担当医師）▲ - 長江英和
- 林 憲一（ロイヤルパフュームガーデン入居者）☆ - 久保晶

#### 第6話
- 安藤 夏帆（陽人の母）☆ - 小林綾子
- 山田 雅江（さかえ幼稚園年中組のママ友リーダー）▲ - 紫吹淳
- ミキオ（ホストクラブROMANCEのオーナー）× - 徳山秀典
- 神崎 涼子（首藤の元部下・刑事） - 宮本裕子（第7話）
- 安藤 尊（夏帆の夫） - 阪田マサノブ
- 高子（雅江の仲間）▲ - 三鴨絵里子
- 悦子（雅江の仲間）▲ - 亜希子
- ヒロシ（ホスト） - ヒロシ
- 安藤 陽人（さかえ幼稚園園児・夏帆の息子） - 多々良慶

#### 第7話
- 森山 佳織（陶芸教室経営者）☆ - 雛形あきこ
- 文子（久遠聡子の妹） - 吉田羊（最終話）
- 野倉 冬美（優志の浮気相手）☆[注 12] - 吉村涼
- 森山 優志 （佳織の夫・森山工業経営者）× - 秋山真太郎
- ヤス▲ - 西興一朗
- カンタ▲ - タモト清嵐
- 水田（元刑事課課長） - 唐沢民賢

#### 最終話
- 滝崎 哲彦（外務省国際広報文化室室長として出向中の警察庁キャリア）× - 岡田浩暉（第7話）[注 13]

## スタッフ
- 脚本 - 高橋幹子、根津理香
- メインテーマ曲 - 朝倉紀行
- 音楽 - 得田真裕、真鍋昭大
- 演出 - 西浦正記、小林和紘
- 主題歌 - Dragon Ash「Curtain Call」（Victor/MOB SQUAD）
- ナレーション - 余貴美子
- 演出補 - 佐藤さやか
- オープニングタイトル - 永井秀実
- スタントコーディネーター - 釼持誠
- スタント - 田中大登
- 操演 - 羽鳥博幸
- ガンエフェクト - 早川光
- 古武術介護指導 - 甲野善紀、甲野陽紀
- フードコーディネーター - 住川啓子
- 技術協力 - ビデオスタッフ
- 照明協力 - ザ・ホライズン
- 美術協力 - フジアール
- 音響効果 - スポット
- 編集・MA - バスク
- 企画 - 前田和也、清水一幸
- 編成企画 - 羽鳥健一
- プロデュース - 中山ケイ子
- 協力プロデュース - 竹田浩子
- プロデュース補 - 國安馨、戸倉多佳子
- 制作 - フジテレビ
- 制作著作 - FCC

## 放送日程
| 話数                                                      | 放送日  | タイトル                                                                       | 脚本     | 演出     | 視聴率 |
| --------------------------------------------------------- | ------- | ------------------------------------------------------------------------------ | -------- | -------- | ------ |
| 第一話                                                    | 1月24日 | ストーカーDV夫に天罰を！                                                       | 高橋幹子 | 西浦正記 | 8.4%   |
| 第二話                                                    | 1月31日 | 謎の女忍者&お節介バアさんの痛快世直し オレオレ詐欺に天罰                       | 高橋幹子 | 西浦正記 | 7.0%   |
| 第三話                                                    | 2月07日 | 悪いヤツは天誅だ！ 遂に仕置5人組が誕生 幼児虐待に天罰を！                      | 根津理香 | 小林和紘 | 6.8%   |
| 第四話                                                    | 2月14日 | 痛快！ 仕置5人組！ 淋しさにつけ込む極悪組織から少女を救え                      | 高橋幹子 | 西浦正記 | 7.9%   |
| 第五話                                                    | 2月21日 | 介護ブラック企業の悪事を裁け！ 仕置人が決死の潜入調査！                        | 根津理香 | 小林和紘 | 8.2%   |
| 第六話                                                    | 2月28日 | ママ友詐欺に天罰を 仕置5人組が七変化で幼稚園に潜入調査！                       | 高橋幹子 | 西浦正記 | 6.1%   |
| 第七話                                                    | 3月07日 | 仕置5人組たちよ、哀れな女を救え！ 禁断の恋に潜む殺意とは                       | 根津理香 | 小林和紘 | 7.8%   |
| 最終話                                                    | 3月14日 | さらば仕置人たちよ 真犯人の巨悪を裁け！ 行くな…サナ!! 今夜すべての謎が明らかに | 高橋幹子 | 西浦正記 | 5.7%   |
| 平均視聴率 7.2%（視聴率は関東地区・ビデオリサーチ社調べ） |         |                                                                                |          |          |        |

## SOUND THEATRE
2016年にはSOUND THEATRE化された。ドラマの数年後が舞台で、これまで語られなかったサナの戦国時代の哀しい過去も初めて明らかとなった。

## 関連商品
- 天誅 闇の仕置人/オリジナル・サウンドトラック （ビクターエンタテインメント VICL-64150）